# Bật lửa

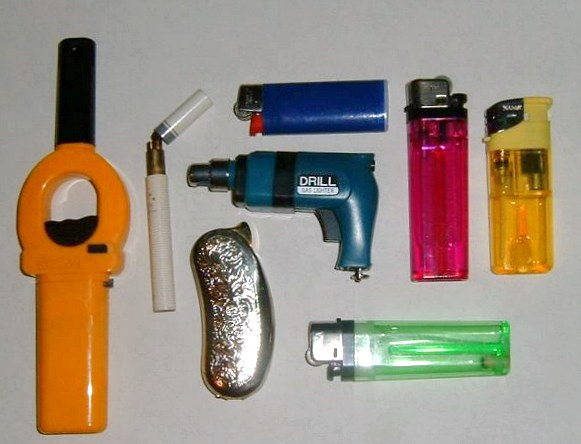
Các loại bật lửa khác nhau.

Bật lửa (hay hộp quẹt) là một thiết bị được sử dụng để tạo ra ngọn lửa nhằm mục đích tạo nguồn lửa ban đầu cho các loại nhiên liệu có thể cháy được khác như thuốc lá, thuốc lào, rơm, rạ, giấy hay than củi trong các vỉ nướng. Nó là một vật làm từ kim loại hay nhựa rỗng ruột có chứa các chất lỏng có thể cháy được (thông thường là butan bị nén dưới áp suất lớn để hóa lỏng hoặc là xăng) làm nguồn nhiên liệu. Loại dùng xăng gọi là bật lửa xăng, loại dùng butan được gọi là bật lửa ga. Thông thường, phía trên có một bộ phận để nạp đá lửa và một bánh răng nhỏ bằng thép - nơi sẽ sinh ra tia lửa nhờ ma sát giữa bánh xe và viên đá lửa khi người sử dụng dùng tay tác động một lực nhỏ làm cho bánh xe quay trong khi vẫn tiếp xúc với viên đá lửa. Tuy nhiên, người ta cũng chế tạo ra loại bật lửa sử dụng nguyên lý của hiện tượng áp điện.
Các bật lửa dùng xăng làm nguồn nhiên liệu có một sợi bấc nhỏ được nhúng vào nguồn xăng (được tẩm vào các sợi bông để giảm thiểu khả năng bay hơi của xăng) và xăng sẽ ngấm theo sợi bấc lên phía trên. Các loại bật lửa này cũng có nắp đậy để ngăn không cho hơi xăng thoát đi nhanh chóng cũng như để dập lửa một cách thuận tiện nhất (khi đóng nắp đậy lại). Các bật lửa dùng butan hóa lỏng có van tự động khóa ống dẫn hơi butan lại ngay sau khi người dùng rời ngón tay ra khỏi hệ thống đóng nắp van sau khi đã đánh lửa.
Tia lửa được tạo ra bằng cách dùng tay tác dụng một lực để gạt cho bánh răng chuyển động trên "đá lửa", hoặc bằng cách ép một cái nút để cho nó ép vào tinh thể áp điện để tạo ra cung lửa điện. Trong các bật lửa dùng xăng thì xăng cũng rất dễ bay hơi đủ để cho hơi xăng có mặt ngay sau khi nắp của bật lửa được mở ra. Các bật lửa dùng butan là tổ hợp của tác động bật bánh răng đồng thời với việc mở van cho hơi butan thoát ra. Tia lửa khi gặp hơi (xăng, butan) sẽ tạo ra ngọn lửa cho đến khi hoặc là nắp bị đóng lại (bật lửa xăng), hoặc là khi van được giải phóng khỏi lực ép của ngón tay (bật lửa ga).
Một lớp chắn bằng kim loại có các lỗ hút khí được người ta chụp xung quanh nơi cấp nguồn lửa, nó được thiết kế để cho phép không khí vẫn có thể trộn lẫn với hơi chất cháy (xăng, butan) đồng thời làm giảm thiểu tác động của gió. Vòi phun trong các bật lửa ga cho phép việc trộn hỗn hợp theo nguyên lý Bernoulli, vì thế các lỗ lấy không khí trong loại này có xu hướng nhỏ hơn và xa hơn đối với chỗ tạo lửa.

## Bật lửa trên ô tô
Phần lớn các ô tô cũng được lắp đặt một thiết bị để lấy lửa chạy điện. Thiết bị này bao gồm một cuộn dây mỏng làm từ sợi hợp kim nicrôm, khi kích hoạt thiết bị này thì có một dòng điện khoảng 15-20 ampere chạy qua nó. Phần tử phát nhiệt sẽ bị nóng đỏ lên trong một khoảng thời gian ngắn và nó có khả năng đốt cháy đầu điếu thuốc và bùi nhùi để tạo ra lửa.
Ổ cắm điện của "bật lửa" này có nguồn điện 12 volt cũng có thể dùng cho các mục đích khác; chẳng hạn như chạy các bộ dao cạo điện, đền rọi di chuyển được hay máy tính xách tay (laptop), điện thoại di động, PDA, các bộ điều hợp USB, máy nghe nhạc kỹ thuật số hay thậm chí các tủ lạnh nhỏ hoạt động theo nguyên lý nhiệt điện. Đối với các thiết bị chỉ hoạt động với
Trong một số xe ô tô đời mới, do nhiều người đã bỏ hút thuốc nên các "bật lửa" loại này đã được thay thế bằng ổ điện 12 volt và nó không hoạt động như là bật lửa nữa.

## Đá lửa
Đá lửa dùng trong các loại bật lửa là hợp kim sắt-xêri (ferrocerium), nó có khả năng tạo ra tia lửa khi bị cào xước trên một bề mặt ráp (khả năng dẫn lửa). Nó còn được biết đến như là kim loại Auer theo tên người phát minh ra nó là Nam tước Carl Auer von Welsbach, nó được bán dưới các tên thương phẩm như là Blastmatch, Fire steel (thép lửa), và Metal-match (diêm kim loại).
Nguyên lý tạo tia lửa của nó là do ma sát khi đá lửa bị mài mòn tức thời. Nguyên lý này tương tự như nguyên lý tạo lửa từ đá lửa của người tiền sử và thời cổ đại, nhưng khác ở chỗ trong các loại "đá lửa" của người tiền sử và thời cổ đại thì đá lửa cắt vật thể khác có độ cứng thấp hơn, còn trong loại đá lửa hiện đại này thì chính nó bị vật khác cắt.
"Đá lửa" trong các bật lửa được chế tạo từ các kim loại đất hiếm, thông thường từ xêri hay các kim loại khác trong nhóm này, chúng là các kim loại có nhiệt độ đánh lửa thấp (150-180 °C). Do các mảnh nhỏ dễ đánh lửa hơn nên các thuộc tính cơ học của các kim loại đất hiếm cần được điều chỉnh sao cho chúng dễ sử dụng; để làm được điều này có hai hướng để tạo ra các hợp kim giòn hơn:
- Oxide - phần lớn các loại đá lửa hiện đại được làm cứng bằng oxide sắt (khoảng 20%) và oxide magiê (khoảng 2%).
- Kim loại trung gian - trong hợp kim nguyên thủy của Nam tước von Welsbach, 30% sắt (ferrum) được thêm vào xêri (cerium) tinh khiết, vì thế có tên gọi "ferro-cerium". Sắt phản ứng với kim loại đất hiếm để tạo ra các hợp chất kim loại trung gian cứng, tương tự như các chất có trong nam châm neôđim (neodymium); các loại nam châm này cũng rất dễ phát sinh ra các tia lửa khi bị vỡ đột ngột.